# Дієцезія Беловар-Крижевці
Дієцезія Беловар-Крижевці — римо-католицька дієцезія латинського обряду в Хорватії, з центром у місті Беловар. Увіходить до складу митрополії Загреба.
Дієцезію Беловар-Крижевці утворено 5 грудня 2009 року, виділена зі складу Загребської архідієцезії. Кафедральним храмом дієцезії є собор святої Терези Авільської у місті Беловар, співкафедральним (прокатедральним) храмом — собор Святого Хреста в місті Крижевці. Головою дієцезії призначений єпископ В'єкослав Хузяк (хорв. Vjekoslav Huzjak).